# Orbiting Astronomical Observatory

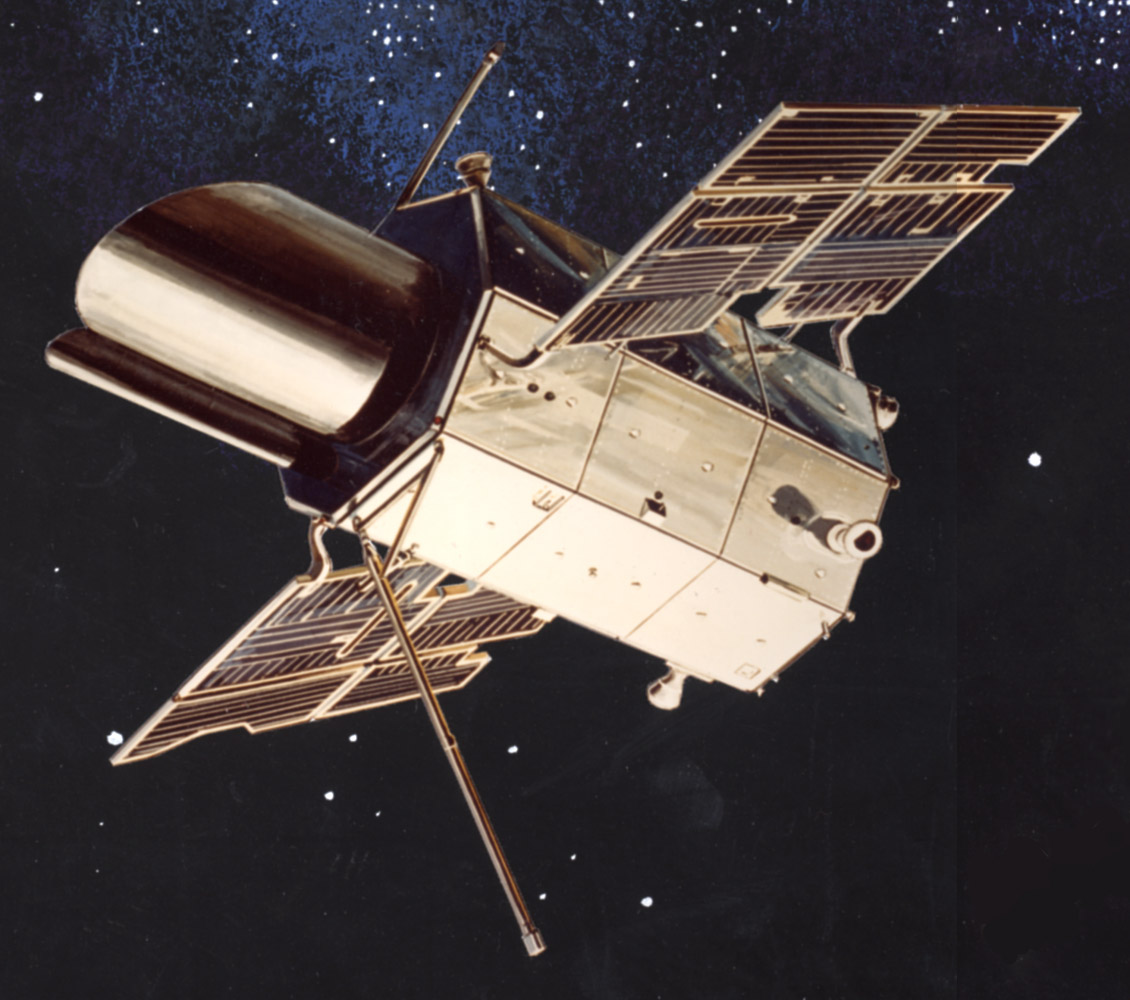
OAO-3, künstlerische Darstellung

Das Orbiting Astronomical Observatory (OAO) war eine Serie von vier Weltraumteleskopen, die zwischen 1966 und 1972 von der US-Raumfahrtbehörde NASA gestartet wurden. Durch diese Teleskope gelangen die ersten qualitativ hochstehenden Aufnahmen im Ultraviolettbereich des Lichtes. Obwohl zwei Missionen scheiterten, sorgten die beiden erfolgreichen Satelliten – OAO-2 und OAO-3 – für große Aufmerksamkeit unter den Astronomen, was letztlich zum 1990 gestarteten Hubble-Weltraumteleskop führte.

## OAO-1
Die erste Mission war mit Instrumenten für die Beobachtung von UV-Licht, Röntgen- und Gammastrahlung ausgerüstet. Der Start am 8. April 1966 war zwar erfolgreich, allerdings sorgte ein Stromausfall zu einem Abbruch der Mission nach nur drei Tagen. Der Satellit konnte nicht unter Kontrolle gebracht werden, und seine Solarzellen konnten nicht ausgefahren werden.
Der Start erfolgte mit einer Atlas-Rakete und einer Agena-D-Oberstufe.

## OAO-2
Die am 7. Dezember 1968 gestartete und Stargazer genannte Mission war erfolgreich. Das Teleskop verfügte über zwei Sätze an Instrumenten, die an entgegengesetzten Enden des Satellits montiert waren: Vier 30,5-cm-Teleskope, welche das Licht in verschiedenen UV-Bändern analysierten, und das „Wisconsin Experiment Package“, welches elf verschiedene Teleskope für UV-Beobachtungen umfasste, darunter ein 40,64-cm-Teleskop mit sechs verschiedenen Filtern.
Stargazer führte zu zahlreichen bedeutenden Erkenntnissen – unter anderem jene, dass Kometen von gewaltigen Wolken aus Wasserstoff umgeben sind, und dass Novas im UV-Bereich an Helligkeit zunehmen, während jene im sichtbaren Bereich abnimmt. Ebenso beobachtete Stargazer die Nova FH Serpentis.
OAO-2 und die beiden späteren Missionen wurden wiederum mit Atlas-Trägerraketen, aber mit einer Centaur-Oberstufe ins All gebracht.

## OAO-B
Diese Mission war mit einem Teleskop mit 97 cm Durchmesser ausgestattet und hätte schwächer leuchtende Objekte im UV-Bereich beobachten sollen. Jedoch gelang der Satellit nie in einen Orbit: Beim Start am 30. November 1970 trennte sich die Nutzlastverkleidung nicht von der Atlas-Trägerrakete, und das zusätzliche Gewicht verhinderte, dass der Satellit eine Umlaufbahn erreichte. Die Centaur-Raketenstufe und das Teleskop wurden beim Wiedereintritt in die Atmosphäre zerstört.

## OAO-3
Die Copernicus genannte Mission wurde am 21. August 1972 gestartet und erwies sich als die fruchtbarste von allen. In einer Zusammenarbeit zwischen der NASA und dem britischen Science Research Council wurde ein Röntgendetektor gebaut, und die Universität Princeton steuerte ein UV-Teleskop mit 80 cm Durchmesser bei.
Copernicus wurde bis Februar 1981 eingesetzt. Zu den bedeutenden Entdeckungen mit diesem Teleskop gehören die langsam rotierenden Pulsare, die für eine Umdrehung mehrere Minuten benötigen.